# 50手ルール
チェスにおける50手ルール（Fifty-move_rule）とは、引き分けになる条件を規定するルールの一つである。
なお、チェスにおける「手＝move」とは先後双方が着手した組み合わせを1つとして数えるため、将棋や囲碁に準じた数え方では100手となる。片方だけの着手を示す単語は「ply」である。本項においては「手」を「move」の意味で記述する。

## 定義
FIDE の公式ルール9.3によると、以下の条件を満たすとき、どちらか一方のプレーヤーの要求によりゲームはその場でドローとなる。
- 過去50手の間、白・黒ともにポーンが動かず（盤上からポーンが全て消えた状態も含む）、またどの駒も取られていないとき。
- （自分の手番の場合は）これから指す自分の着手の結果、上の条件が満たされるとき。スコアシートにその手をあらかじめ記入し、確かにその手を指す意思があることを示さなければならない。

なお、以下のような注釈がつく。この部分は千日手によるドロー要求と共通である。
- 実際に着手する前にスコアシートに記入することが許されるのはドロー要求を行う場合のみである(8.1)。
- ドロー要求をしないまま着手した場合、要求する権利を失う。相手の着手を待たなければならない(9.4)。
- ドロー要求があった場合、その場で双方の時計を止める。ドロー要求を撤回することはできない(9.5)。
- ドロー要求が誤りであった場合、つまり上記の条件を満たさないものであった場合、ゲームはそのまま続行される。スコアシートに記入された手はそのまま着手されなければならない(9.5.b)。さらに、ペナルティとして
  - 相手の持ち時間に3分が加算される。
  - 要求を行ったプレーヤーに持ち時間が2分以上あった場合、持ち時間の半分または3分のうち少ない方が削減される。

「ポーンが動かない」とはポーンが盤上に存在しない場合も含む。なお、50手ちょうどである必要はなく、この条件が満たされるならばいつ要請を行っても構わない（51手でも60手でも良い）。また、ステイルメイトとは違い、どちらかのプレーヤーの要請により初めて適用されるルールである。このルールにより、理論上、全てのゲームは有限手で終わることになる。

## 歴史
このルールの歴史は古く、ルイ・ロペスが1561年に書いた本でも言及されている。20世紀に入り、エンドゲームの研究が進んでくると、盤上から双方のポーンが消えた後の特定のエンドゲームでは「確実にチェックメイトすることはできるが、先後双方が最善を尽くした場合チェックメイトまで50手以上かかる」ものがあることが判明した（たとえばクイーン対ビショップ2個では最大で71手必要になる）。そのために一時、残っている駒の種類によって例外規定が設けられたが、現在では完全に削除されている。